# دیکسی (آریزونا)
دیکسی (به انگلیسی: Dixie) یک منطقهٔ مسکونی در ایالات متحده آمریکا است که در آریزونا واقع شده‌است. دیکسی ۲۷۵ متر بالاتر از سطح دریا واقع شده‌است.